# Радзивилл, Эдмунд Фердинанд
Князь Эдмунд Фердинанд Михаил Юзеф Лабре Станислав Алоизий Радзивилл (пол. Edmund Ferdynand Radziwiłł); (24 сентября 1906, Берлин — 25 августа 1971, Лондон) — польский аристократ и офицер.

## Биография
Представитель польско-литовского княжеского рода Радзивиллов герба «Трубы». Старший сын князя Януша Францишека Радзивилла (1880—1967) и Анны Марии Любомирской (1882—1947). Брат князя Станислава Альбрехта Радзивилла.
Общественный и социальный деятель Польши, поручик Армии Крайовой, 14-й ординат Олыцкий, ротмистр Войска Польского, офицер Союза вооружённой борьбы (1940—1944).
Был награждён несколькими орденами за участия в боях Второй Мировой войны.
21 января 1945 года Эдмунд Радзивилл вместе с семьей был арестован НКВД. До сентября 1947 года он находился в красногорской тюрьме под Москвой. 12 октября 1947 года вернулся в Варшаву, но через три недели после возвращения вновь был задержан Министерством Общественной Безопасности. После освобождения поселился с женой в Варшаве.
Скончался после неудачной операции в Лондоне. Похоронен в семейной усыпальнице на кладбище в Вилянуве.

## Семья и дети
2 июня 1934 года в Варшаве женился на своей родственнице Изабелле Ризе Габриэле Радзивилл (4 января 1915 — 11 сентября 1996), дочери князя Кароля Николая Генрика Радзивилла (1886—1968), 13-го ордината на Давидгрудке, и княжны Изабеллы Радзивилл (1888—1968). Их дети:
- Фердинанд Криштоф Януш Николай (4 апреля 1935, Олыка — 1992), женат с 1962 года на Николь de Schoutheete de Tervarent (род. 1935) дети:   Анна Мария ( 05,11,1962)  Изабелла Мария (30.04.1964)  Тереза Моника (17.02.1967)  Кароль Фердинанд (29.09.1969) : дети - Каролина Анна (13.05.1997), Доминик Фердинанд (15.05.2001)
- Кристина Анна Мария (род. 22 июня 1937, Олыка), муж с 1967 года Ян Милевский (род. 1937). Дети: Кристина Мария Милевская (16.09.1968)  Януш Антоний Милевский (23.06.1970)  Елизавета Пелагея Милевская (11.07.1975)